# 카로틴

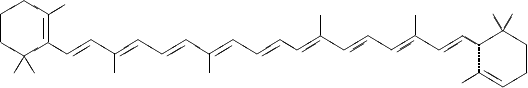
알파카로틴

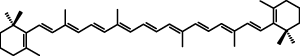
베타카로틴

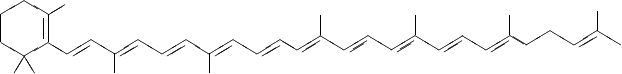
감마카로틴

델타카로틴

입실론카로틴

제타카로틴

카로틴(영어: carotene)은 탄소 고분자 물질로서 탄소 원자 사이에 단일 결합과 이중 결합이 번갈아 나타나는 생체 물질이다. 생체 내에는 주로 베타 카로틴이 존재하며, 베타 카로틴은 비타민A의 전구 물질로서 베타 카로틴 한 분자가 생체 내에서 필요에 따라 비타민 A 두 분자로 변한다. 카로틴 양쪽 끝 모양에 따라 α, β, γ, δ, ε, ζ-카로틴으로 불린다. 생화학 반응에서 A에서 B로, B에서 C로 변화할 때, C라는 물질에서 본 A나 B라는 물질을 전구 물질이라고 한다. 단일 결합과 이중 결합은 복합 결합하여 복합 결합 구조(conjugated bonding structure)를 갖는데 파이 결합들이 길게 복합 결합하는 구조를 갖는다. 분광학적으로는 푸른 빛을 흡수하고 붉은 빛을 반사하므로 황색 빛을 띤다. 베타 카로틴은 당근과 같은 채소나 살구와 같은 과일류에 많이 포함되어 있다. 카로틴의 이성질체인 리코펜이 있는데, 리코펜은 카로틴 보다 더욱 붉은색을 띄며, 수박과 토마토에 많이 들어있다.

## 같이 보기
- 항산화 물질

## 참고 문헌
- Principles of Modern Chemistry, Oxtoby, Gillis, Campion 공저, Thomson Learning Inc., 2008